# Francine Niyonsaba
Francine Niyonsaba (Burundi, 5 de maig de 1993) és una atleta burundesa, especialista en carreres de mig fons, subcampiona olímpica a Rio 2016 i campiona mundial el 2017 en 400 m.

## Carrera esportiva
A les Olimpíades de Rio 2016 va guanyar la plata en 800 m, després de la sud-africana Caster Semenya i davant de la kenyana Margaret Wambui.
Al Mundial de Londres 2017 torna a aconseguir la medalla de plata en 800 m, en aquesta ocasió de nou després de la sud-africana Caster Semenya i per davant de la nord-americana Ajee Wilson.